# Обініца
Обініца (ест. Obinitsa), також Обіністе, Абініца, Кірікмяе — село в Естонії, входить до складу волості Меремяе, повіту Вирумаа.